# Project CARS
 (mai 2015).
Si vous disposez d'ouvrages ou d'articles de référence ou si vous connaissez des sites web de qualité traitant du thème abordé ici, merci de compléter l'article en donnant les références utiles à sa vérifiabilité et en les liant à la section « Notes et références ».
Project CARS est un jeu vidéo de course automobile de Slightly Mad Studios créé et financé en collaboration avec la communauté des joueurs de World Of Mass Development à partir de 2011. C'est un jeu de simulation automobile, mettant à disposition un mode carrière et un mode multijoueur. Le jeu est sorti dans sa version finale le 7 mai 2015 sur PlayStation 4, Xbox One et Windows. 
Le jeu étant en grande partie financé par les joueurs avec plus de 3,7 millions de dollars de don, l'expression "ByRacer4Racer" pour Project CARS est utilisée. Le jeu s'est vendu à 2 millions d'exemplaires.
Une suite, Project CARS 2, est sorti le 22 septembre 2017 sur PlayStation 4, Xbox One et Windows.